# Copa de Austria 2021-22
La Copa de Austria 2021-22 (en alemán: ÖFB-Cup - Österreichischen Fußball-Bundes), conocida como UNIQA ÖFB Cup por razones de patrocinio, es la nonagésimo primera temporada de la competición de copa anual de Austria.
Red Bull Salzburgo son los campeones defensores.

## Calendario
El calendario de la competición es el siguiente.
| Ronda            | Fecha                       |
| ---------------- | --------------------------- |
| Primera Ronda    | 16-18 de julio de 2021      |
| Segunda Ronda    | 21-23 de septiembre de 2021 |
| Octavos de final | 26 de octubre de 2021       |
| Cuartos de final | 4 de febrero de 2022        |
| Semifinales      | 1 de marzo de 2022          |
| Final            | 1 de mayo de 2022           |

## Primera Ronda
Se jugaron 32 partidos de primera ronda entre el 16 de julio y el 28 de julio de 2021.

| 16 de julio de 2021 | WSC Hertha Wels | 1:4 (1:1) | Red Bull Salzburgo                          | Mauth Stadion, Wels, Austria                           |                                                        |
| 16:00 (CEST)        | - Maier 33'     | Reporte   | - 14' Bernardo - 52', 56' Šeško - 90' Sučić | Asistencia: 2 200 espectadores Árbitro(s): Rene Eisner | Asistencia: 2 200 espectadores Árbitro(s): Rene Eisner |

| 16 de julio de 2021 | Intemann FC Lauterach | 0:5 (0:2) | SKN St. Pölten                                                    | Sportanlage Ried, Lauterach, Austria                    |                                                         |
| 17:00 (CEST)        |                       | Reporte   | - 9' Ramsebner - 38' Alar - 67' Lang - 76' Vucenovic - 78' Halper | Asistencia: 500 espectadores Árbitro(s): Daniel Pfister | Asistencia: 500 espectadores Árbitro(s): Daniel Pfister |

| 16 de julio de 2021 | SVG Reichenau | 0:8 (0:2) | SSW Innsbruck                                                                                         | Kunstrasen Reichenau, Innsbruck, Austria             |                                                      |
| 17:00 (CEST)        |               | Reporte   | - 26' Ronivaldo - 27', 65' Holz - 58' (a.g.) Glänzer - 61' Aydın - 63' Fridrikas - 67', 86' João Luiz | Asistencia: 600 espectadores Árbitro(s): Arnes Talic | Asistencia: 600 espectadores Árbitro(s): Arnes Talic |

| 16 de julio de 2021 | SV Lafnitz                             | 3:0 (1:0) | FCM Traiskirchen | Fußballarena, Lafnitz, Austria                          |                                                         |
| 18:00 (CEST)        | - Prohart 3' - Gremsl 61' - Grosse 83' | Reporte   |                  | Asistencia: 250 espectadores Árbitro(s): Emil Rostoskov | Asistencia: 250 espectadores Árbitro(s): Emil Rostoskov |

| 16 de julio de 2021 | SC Neusiedl | 0:4 (0:3) | Admira Wacker                                                           | Sportzentrum Neusiedl, Neusiedl am See, Austria            |                                                            |
| 18:00 (CEST)        |             | Reporte   | - 28' (pen.) Kerschbaum - 36' Zwierschitz - 40' Kronberger - 60' Starkl | Asistencia: 579 espectadores Árbitro(s): Gerhard Grobelnik | Asistencia: 579 espectadores Árbitro(s): Gerhard Grobelnik |

| 16 de julio de 2021 | FC Eurotours Kitzbühel | 0:2 (0:0) | SK Vorwärts Steyr               | Sportplatz Langau, Kitzbühel, Austria                 |                                                       |
| 18:00 (CEST)        |                        | Reporte   | - 62' Martinović - 84' Ablinger | Asistencia: 500 espectadores Árbitro(s): Samuel Sampl | Asistencia: 500 espectadores Árbitro(s): Samuel Sampl |

| 16 de julio de 2021 | SV Seekirchen | 0:1 (0:1) | Floridsdorfer AC | Seekirchen, Seekirchen am Wallersee, Austria                 |                                                              |
| 18:00 (CEST)        |               | Reporte   | - 84' Schmid     | Asistencia: 300 espectadores Árbitro(s): Dieter Muckenhammer | Asistencia: 300 espectadores Árbitro(s): Dieter Muckenhammer |

| 16 de julio de 2021 | ASK-BSC Bruck/Leitha | 0:1 (0:0) | SV Stripfing    | Parkstadion, Bruck an der Leitha, Austria                    |                                                              |
| 18:00 (CEST)        |                      | Reporte   | - 51' Sahintürk | Asistencia: 350 espectadores Árbitro(s): Marcus Pottendorfer | Asistencia: 350 espectadores Árbitro(s): Marcus Pottendorfer |

| 16 de julio de 2021 | SC Schwaz     | 1:0 (1:0) | SV Horn | Silberstadt Arena, Schwaz, Austria                     |                                                        |
| 18:00 (CEST)        | - Pranter 29' | Reporte   |         | Asistencia: 200 espectadores Árbitro(s): Felix Ouschan | Asistencia: 200 espectadores Árbitro(s): Felix Ouschan |

| 16 de julio de 2021 | World of Jobs VFB Hohenems                                            | 7:0 (3:0) | SV Fügen | Herrenriedstadion, Hohenems, Austria                      |                                                           |
| 18:00 (CEST)        | - Herbály 9', 88' - Ganahl 22' - Wunderli 45', 55', 62' - Lampert 75' | Reporte   |          | Asistencia: 400 espectadores Árbitro(s): Christian Schadl | Asistencia: 400 espectadores Árbitro(s): Christian Schadl |

| 16 de julio de 2021 | TuS Bad Gleichenberg | 0:3 (0:2) | TSV Hartberg                               | Sparkassen Stadion, Feldbach, Austria                              |                                                                    |
| 18:00 (CEST)        |                      | Reporte   | - 6' Sonnleitner - 13' Tadić - 79' Horvath | Asistencia: 850 espectadores Árbitro(s): Christian-Petru Ciochirca | Asistencia: 850 espectadores Árbitro(s): Christian-Petru Ciochirca |

| 16 de julio de 2021 | Wiener Sport-Club | 0:3 (0:2) | Wolfsberger AC                            | Sportklub Stadium, Viena, Austria                     |                                                       |
| 18:30 (CEST)        |                   | Reporte   | - 18' Dedić - 32' Scherzer - 60' Vizinger | Asistencia: 1 604 espectadores Árbitro(s): Alan Kijas | Asistencia: 1 604 espectadores Árbitro(s): Alan Kijas |

| 16 de julio de 2021 | SV Grödig | 0:7 (0:4) | SV Ried                                                                        | Untersberg-Arena, Grödig, Austria                     |                                                       |
| 18:30 (CEST)        |           | Reporte   | - 8', 21', 23', 82' (pen.) Nutz - 17' Reiner - 71' Offenbacher - 73' Wießmeier | Asistencia: 425 espectadores Árbitro(s): Oliver Fluch | Asistencia: 425 espectadores Árbitro(s): Oliver Fluch |

| 16 de julio de 2021 | SV Dellach/Gail | 1:3 (0:0) | SC Weiz                                   | Sportplatz SV Dellach/Gail, Dellach/Gail, Austria          |                                                            |
| 18:30 (CEST)        | - Wastian 47'   | Reporte   | - 57' Weiss - 61' Hasenhütl - 89' Prskalo | Asistencia: 500 espectadores Árbitro(s): Markus Greinecker | Asistencia: 500 espectadores Árbitro(s): Markus Greinecker |

| 16 de julio de 2021 | SK Treibach      | 1:0 (0:0) | ASV Draßburg | Turnerwald-Stadion, Althofen, Austria                    |                                                          |
| 18:30 (CEST)        | - Vaschauner 77' | Reporte   |              | Asistencia: 250 espectadores Árbitro(s): Alexander Lappi | Asistencia: 250 espectadores Árbitro(s): Alexander Lappi |

| 16 de julio de 2021 | SK Rapid Viena                                                                                             | 6:0 (2:0) | SC Wiener Viktoria | Allianz Stadion, Viena, Austria                           |                                                           |
| 19:30 (CEST)        | - Kara 29' (pen.) - Hofmann 41' - Grahovac 58' - Arnberger 61' (a.g.) - Knasmüllner 65' - Grüll 89' (pen.) | Reporte   |                    | Asistencia: 8 100 espectadores Árbitro(s): Harald Lechner | Asistencia: 8 100 espectadores Árbitro(s): Harald Lechner |

| 17 de julio de 2021 | SV Spittal / Drau | 0:4 (0:2) | FK Austria Viena                                        | Goldeckstadion, Spittal an der Drau, Austria                 |                                                              |
| 10:00 (CEST)        |                   | Reporte   | - 16' Djuricin - 43' Martel - 88' Jukic - 90+1' Fischer | Asistencia: 1 123 espectadores Árbitro(s): Christopher Jäger | Asistencia: 1 123 espectadores Árbitro(s): Christopher Jäger |

| 17 de julio de 2021 | ATSV Stadl-Paura | 0:9 (0:7) | SK Sturm Graz                                                                                      | Maximilian-Pagl-Stadion, Stadl-Paura, Austria              |                                                            |
| 15:00 (CEST)        |                  | Reporte   | - 18' Kiteishvili - 34', 45' Kuen - 37', 44', 50' Sarkaria - 39' Yeboah - 42' Jantscher - 87' Lang | Asistencia: 850 espectadores Árbitro(s): Thomas Fröhlacher | Asistencia: 850 espectadores Árbitro(s): Thomas Fröhlacher |

| 17 de julio de 2021 | FC Wels         | 1:3 (0:0) | SC Austria Lustenau                 | ASKÖ Stadion, Wels, Austria                              |                                                          |
| 16:00 (CEST)        | - Gamsjäger 72' | Reporte   | - 65', 77' Stefanon - 66' Tabaković | Asistencia: 250 espectadores Árbitro(s): Gabriel Gmeiner | Asistencia: 250 espectadores Árbitro(s): Gabriel Gmeiner |

| 17 de julio de 2021 | FC Deutschkreutz | 0:3 (0:1) | SKU Amstetten                      | Sportplatz Deutschkreutz, Deutschkreutz, Austria         |                                                          |
| 16:00 (CEST)        |                  | Reporte   | - 42', 70' Frederiksen - 76' Peham | Asistencia: 400 espectadores Árbitro(s): Safak Barmaksiz | Asistencia: 400 espectadores Árbitro(s): Safak Barmaksiz |

| 17 de julio de 2021 | SC Bregenz                                                   | 5:1 (2:1) | Union Vöcklamarkt | ImmoAgentur Stadion, Bregenz, Austria                  |                                                        |
| 16:00 (CEST)        | - Dervišević 26' - Vinícius Gomes 29', 73' - Blaser 60', 78' | Reporte   | - 21' Vojvoda     | Asistencia: 500 espectadores Árbitro(s): Andreas Heiss | Asistencia: 500 espectadores Árbitro(s): Andreas Heiss |

| 17 de julio de 2021 | SV Leobendorf | 0:3 (0:1) | WSG Tirol                        | Sportplatz Leobendorf SV, Leobendorf, Austria              |                                                            |
| 16:30 (CEST)        |               | Reporte   | - 6', 90+3' Wallner - 79' Vrioni | Asistencia: 600 espectadores Árbitro(s): Julian Weinberger | Asistencia: 600 espectadores Árbitro(s): Julian Weinberger |

| 17 de julio de 2021 | TWL Elektra                             | 3:1 (2:1) | FC Gleisdorf 09        | Rax-Platz, Viena, Austria                              |                                                        |
| 17:00 (CEST)        | - Sallam 6' - Delić 45' - Endlicher 87' | Reporte   | - 30' (pen.) Schloffer | Asistencia: 100 espectadores Árbitro(s): Florian Jandl | Asistencia: 100 espectadores Árbitro(s): Florian Jandl |

| 17 de julio de 2021 | Union Raiffeisen Gurten                                         | 4:0 (2:0) | FC Lustenau 07 | Park21-Arena, Gurten, Austria                         |                                                       |
| 17:30 (CEST)        | - Kienberger 7' - Kreuzer 23' - Wimmleitner 54' - Przybylko 87' | Reporte   |                | Asistencia: 500 espectadores Árbitro(s): Markus Kouba | Asistencia: 500 espectadores Árbitro(s): Markus Kouba |

| 17 de julio de 2021 | SC Kalsdorf               | 2:1 (1:0) | SC Rheindorf Altach | Sportzentrum, Kalsdorf bei Graz, Austria                  |                                                           |
| 17:30 (CEST)        | - Mihelič 7' - Appiah 58' | Reporte   | - 76' Nuhiu         | Asistencia: 347 espectadores Árbitro(s): Alain Sadikovski | Asistencia: 347 espectadores Árbitro(s): Alain Sadikovski |

| 17 de julio de 2021 | USV St. Anna am Aigen | 1:2 (1:2) | Grazer AK                    | Stahlbau Müller Arena, Sankt Anna am Aigen, Austria         |                                                             |
| 18:00 (CEST)        | - Schleich 31'        | Reporte   | - 14' Gantschnig - 30' Rusek | Asistencia: 1 200 espectadores Árbitro(s): Alexander Harkam | Asistencia: 1 200 espectadores Árbitro(s): Alexander Harkam |

| 17 de julio de 2021 | SC Wiener Neustadt | 1:5 (1:2) | SK Austria Klagenfurt                                           | Stadion Wiener Neustadt, Wiener Neustadt, Austria       |                                                         |
| 18:00 (CEST)        | - Dominkus 3'      | Reporte   | - 13', 27' Greil - 67' Pink - 80' Cvetko - 90+1' (pen.) Pecirep | Asistencia: 755 espectadores Árbitro(s): Markus Hameter | Asistencia: 755 espectadores Árbitro(s): Markus Hameter |

| 17 de julio de 2021 | LASK                                                                     | 6:0 (3:0) | SC Mannsdorf | TGW Arena, Pasching, Austria                                  |                                                               |
| 19:30 (CEST)        | - Renner 6', 44' - Michorl 15' - Goiginger 49' - Balić 54' - Flecker 85' | Reporte   |              | Asistencia: 3 000 espectadores Árbitro(s): Sebastian Gishamer | Asistencia: 3 000 espectadores Árbitro(s): Sebastian Gishamer |

| 18 de julio de 2021 | Vienna FC                         | 3:5 (0:2) | Kapfenberger SV                                              | Hohe Warte Stadium, Viena, Austria                    |                                                       |
| 10:00 (CEST)        | - Konrad 46', 56' - Luxbacher 62' | Reporte   | - 17', 37' Puschl - 64' Eloshvili - 85' Hassler - 88' Kordic | Asistencia: 943 espectadores Árbitro(s): Stefan Ebner | Asistencia: 943 espectadores Árbitro(s): Stefan Ebner |

| 27 de julio de 2021 | TSV St. Johann      | 1:0 (0:0) | FC Dornbirn 1913 | Sportplatz St. Johann, Sankt Johann im Pongau, Austria     |                                                            |
| 18:00 (CEST)        | - Djuric 65' (pen.) | Reporte   |                  | Asistencia: 300 espectadores Árbitro(s): Achim Untergasser | Asistencia: 300 espectadores Árbitro(s): Achim Untergasser |

| 27 de julio de 2021 | ASV Seigendorf                                          | 5:0 (3:0) | SV St. Jakob/Rosental | Sveta-Group Sportpark, Siegendorf, Austria                 |                                                            |
| 19:00 (CEST)        | - Drga 30' - Stanic 43', 45' - Ivanovic 59' - Secco 88' | Reporte   |                       | Asistencia: 450 espectadores Árbitro(s): Dominic Schilcher | Asistencia: 450 espectadores Árbitro(s): Dominic Schilcher |

| 28 de julio de 2021 | SV Kuchl | 0:3 (0:0) | FC Blau-Weiß Linz                | Sportplatz Kuchl, Kuchl, Austria                      |                                                       |
| 18:00 (CEST)        |          | Reporte   | - 53' Strauss - 68', 90+4' Seidl | Asistencia: 500 espectadores Árbitro(s): Jakob Semler | Asistencia: 500 espectadores Árbitro(s): Jakob Semler |

## Segunda Ronda
Se jugaron dieciséis partidos de segunda ronda entre el 21 de septiembre y el 23 de septiembre de 2021.
| 21 de septiembre de 2021 | Kapfenberger SV                                              | 1:1 (0:0) (1:1 t. s.)(5:4 p.) | FK Austria Viena                                    | Franz-Fekete-Stadion, Kapfenberg, Austria                     |                                                               |
| 17:30 (CEST)             | - Pichorner 115'                                             | Reporte                       | - 95' Ohio                                          | Asistencia: 2 000 espectadores Árbitro(s): Sebastian Gishamer | Asistencia: 2 000 espectadores Árbitro(s): Sebastian Gishamer |
|                          |                                                              | Tiros desde el punto penal    |                                                     |                                                               |                                                               |
|                          | - Cetina - Graschi - Pichorner - Shabanhaxhaj - Grgić - N’Zi |                               | - Fitz - Mühl - Fischer - Suttner - Djuricin - Ohio |                                                               |                                                               |

| 21 de septiembre de 2021 | SC Schwaz                   | 2:3 (0:2) | SKN St. Pölten                  | Silberstadt Arena, Schwaz, Austria                   |                                                      |
| 17:30 (CEST)             | - Dornauer 64' - Jawadi 81' | Reporte   | - 35' Riegler - 44', 51' Schütz | Asistencia: 200 espectadores Árbitro(s): Arnes Talic | Asistencia: 200 espectadores Árbitro(s): Arnes Talic |

| 21 de septiembre de 2021 | SKU Amstetten | 1:0 (1:0) | SSW Innsbruck | Ertl Glas Stadion, Amstetten, Austria                       |                                                             |
| 18:00 (CEST)             | - Roman 26'   | Reporte   |               | Asistencia: 1 010 espectadores Árbitro(s): Alexander Harkam | Asistencia: 1 010 espectadores Árbitro(s): Alexander Harkam |

| 21 de septiembre de 2021 | ASV Seigendorf | 1:6 (1:4) | Wolfsberger AC                                                                    | Lavanttal-Arena, Wolfsberg, Austria                     |                                                         |
| 18:00 (CEST)             | - Secco 34'    | Reporte   | - 8' Baribo - 14', 18' Taferner - 28' Baumgartner - 82' Boakye - 87' (pen.) Dieng | Asistencia: 910 espectadores Árbitro(s): Harald Lechner | Asistencia: 910 espectadores Árbitro(s): Harald Lechner |

| 21 de septiembre de 2021 | FC Blau-Weiß Linz                             | 4:0 (2:0) | TWL Elektra | Linzer Stadion, Linz, Austria                       |                                                     |
| 18:00 (CEST)             | - Surdanovic 4', 13' - Seidl 52' - Plojer 75' | Reporte   |             | Asistencia: 400 espectadores Árbitro(s): Alan Kijas | Asistencia: 400 espectadores Árbitro(s): Alan Kijas |

| 21 de septiembre de 2021 | SK Treibach      | 1:5 (1:5) | Floridsdorfer AC                                              | Turnerwald-Stadion, Althofen, Austria                              |                                                                    |
| 18:00 (CEST)             | - Vaschauner 16' | Reporte   | - 3' Ungar - 11', 45' Komornyik - 13' Mihajlovic - 20' Krainz | Asistencia: 250 espectadores Árbitro(s): Christian Petru-Ciochirca | Asistencia: 250 espectadores Árbitro(s): Christian Petru-Ciochirca |

| 21 de septiembre de 2021 | Union Raiffeisen Gurten | 0:1 (0:0) | TSV Hartberg  | Park-21 Arena, Gurten, Austria                        |                                                       |
| 18:00 (CEST)             |                         | Reporte   | - 50' Niemann | Asistencia: 650 espectadores Árbitro(s): Josef Spurny | Asistencia: 650 espectadores Árbitro(s): Josef Spurny |

| 21 de septiembre de 2021 | SC Weiz       | 1:0 (0:0) | SC Austria Lustenau | Siemens Energy Stadion, Weiz, Austria                     |                                                           |
| 18:00 (CEST)             | - Krajcer 73' | Reporte   |                     | Asistencia: 350 espectadores Árbitro(s): Alain Sadikovski | Asistencia: 350 espectadores Árbitro(s): Alain Sadikovski |

| 21 de septiembre de 2021 | SK Vorwärts Steyr | 1:3 (0:1) | SV Ried                             | Vorwärts-Stadion, Steyr, Austria                               |                                                                |
| 19:25 (CEST)             | - Ikwuemesi 80'   | Reporte   | - 27' Satin - 49' Pomer - 64' Meisl | Asistencia: 1 100 espectadores Árbitro(s): Dieter Muckenhammer | Asistencia: 1 100 espectadores Árbitro(s): Dieter Muckenhammer |

| 22 de septiembre de 2021 | World of Jobs VFB Hohenems | 0:4 (0:1) | SK Sturm Graz                                                  | Herrenriedstadion, Hohenems, Austria                    |                                                         |
| 17:30 (CEST)             |                            | Reporte   | - 7' Sarkaria - 58' Geyrhofer - 67' Affengruber - 90+1' Yeboah | Asistencia: 1 300 espectadores Árbitro(s): Andreas Heiß | Asistencia: 1 300 espectadores Árbitro(s): Andreas Heiß |

| 22 de septiembre de 2021 | SC Bregenz | 0:7 (0:4) | SV Lafnitz                                                                                               | ImmoAgentur Stadion, Bregenz, Austria                   |                                                         |
| 18:00 (CEST)             |            | Reporte   | - 4' (pen.) Meister - 14' Lichtenberger - 21' Hernaus - 39', 72' Schriebl - 49' Sittsam - 85' Fuchshofer | Asistencia: 200 espectadores Árbitro(s): Daniel Pfister | Asistencia: 200 espectadores Árbitro(s): Daniel Pfister |

| 22 de septiembre de 2021 | TSV St. Johann      | 1:2 (0:0) | SK Austria Klagenfurt     | Sportplatz St. Johann, Sankt Johann im Pongau, Austria |                                                      |
| 18:00 (CEST)             | - Ellmer 53' (pen.) | Reporte   | - 77' Hütter - 90+2' Pink | Asistencia: 500 espectadores Árbitro(s): Rene Eisner   | Asistencia: 500 espectadores Árbitro(s): Rene Eisner |

| 22 de septiembre de 2021 | Red Bull Salzburgo                                                                                            | 8:0 (4:0) | SC Kalsdorf | Red Bull Arena, Wals-Siezenheim, Austria                  |                                                           |
| 19:00 (CEST)             | - Seiwald 10' - Kristensen 38' (pen.) - Capaldo 40' - Okafor 44', 53' - Šeško 63' - Okoh 83' - Kjaergaard 90' | Reporte   |             | Asistencia: 2 300 espectadores Árbitro(s): Walter Altmann | Asistencia: 2 300 espectadores Árbitro(s): Walter Altmann |

| 22 de septiembre de 2021 | Grazer AK                  | 2:4 (2:2) | WSG Tirol                                            | Stadion Graz-Liebenau, Graz, Austria                      |                                                           |
| 19:25 (CEST)             | - Fink 37' - Perchtold 40' | Reporte   | - 6' Müller - 26' Blume - 76' Ranacher - 90+3' Smith | Asistencia: 1 567 espectadores Árbitro(s): Markus Hameter | Asistencia: 1 567 espectadores Árbitro(s): Markus Hameter |

| 23 de septiembre de 2021 | LASK                                               | 3:0 (1:0) | SV Stripfing | TGW Arena, Pasching, Austria                             |                                                          |
| 17:00 (CEST)             | - Flecker 42' - Grozdić 87' (a.g.) - Michorl 90+5' | Reporte   |              | Asistencia: 0 espectadores Árbitro(s): Gerhard Grobelnik | Asistencia: 0 espectadores Árbitro(s): Gerhard Grobelnik |

| 23 de septiembre de 2021 | Admira Wacker  | 1:2 (0:1) (1:1) (0:1 t. s.) | SK Rapid Viena                     | BSFZ-Arena, Maria Enzersdorf, Austria                            |                                                                  |
| 19:30 (CEST)             | - Mustapha 63' | Reporte                     | - 38' Mustapha - 110' (pen.) Grüll | Asistencia: 1 200 espectadores Árbitro(s): Manuel Schüttengruber | Asistencia: 1 200 espectadores Árbitro(s): Manuel Schüttengruber |

## Octavos de final
Se jugaron ocho partidos de tercera ronda entre el 26 de octubre y el 28 de octubre de 2021.
| 26 de octubre de 2021 | SV Lafnitz                                            | 3:5 (2:2) (3:3) (0:2 t. s.) | Wolfsberger AC                                                            | Sportplatz Lafnitz, Lafnitz, Austria                 |                                                      |
| 11:30 (CEST)          | - Wendler 23' - Baumgartner 28' (a.g.) - Schriebl 68' | Reporte                     | - 19' Taferner - 38' Vizinger - 77', 120+3' Wernitznig - 113' Baumgartner | Asistencia: 840 espectadores Árbitro(s): Arnes Talic | Asistencia: 840 espectadores Árbitro(s): Arnes Talic |

| 26 de octubre de 2021 | SC Weiz                               | 1:4 (1:0) (1:1) (3:0 t. s.) | SK Austria Klagenfurt | Siemens Energy Stadion, Weiz, Austria                    |                                                          |
| 14:30 (CEST)          | - Pink 5', 105+1' - Pecirep 97', 112' | Reporte                     | - 50' Hasenhütl       | Asistencia: 900 espectadores Árbitro(s): Gabriel Gmeiner | Asistencia: 900 espectadores Árbitro(s): Gabriel Gmeiner |

| 27 de octubre de 2021 | SK Sturm Graz   | 1:2 (0:1) | SV Ried                 | Stadion Graz-Liebenau, Graz, Austria                          |                                                               |
| 18:00 (CEST)          | - Jantscher 69' | Reporte   | - 36' Bajic - 52' Meisl | Asistencia: 5 528 espectadores Árbitro(s): Sebastian Gishamer | Asistencia: 5 528 espectadores Árbitro(s): Sebastian Gishamer |

| 27 de octubre de 2021 | Floridsdorfer AC                                      | 0:0 (0:0 t. s.)(4:2 p.)    | Kapfenberger SV                      | FAC-Platz, Viena, Austria                           |                                                     |
| 18:00 (CEST)          |                                                       | Reporte                    |                                      | Asistencia: 700 espectadores Árbitro(s): Alan Kijas | Asistencia: 700 espectadores Árbitro(s): Alan Kijas |
|                       |                                                       | Tiros desde el punto penal |                                      |                                                     |                                                     |
|                       | - Becirovic - Ungar - Krainz - Felber - João Oliveira |                            | - N’Zi - Pichorner - Grgić - Graschi |                                                     |                                                     |

| 27 de octubre de 2021 | SKN St. Pölten | 0:3 (0:1) | Red Bull Salzburgo                          | NV Arena, Sankt Pölten, Austria                                      |                                                                      |
| 19:00 (CEST)          |                | Reporte   | - 30' Guindo - 73' Adamu - 90+1' Kristensen | Asistencia: 3 444 espectadores Árbitro(s): Christian-Petru Ciochirca | Asistencia: 3 444 espectadores Árbitro(s): Christian-Petru Ciochirca |

| 28 de octubre de 2021 | LASK                        | 2:1 (2:0) | WSG Tirol    | Waldstadion, Pasching, Austria                               |                                                              |
| 18:00 (CEST)          | - Horvath 30' - Michorl 34' | Reporte   | - 49' Vrioni | Asistencia: 2 500 espectadores Árbitro(s): Gerhard Grobelnik | Asistencia: 2 500 espectadores Árbitro(s): Gerhard Grobelnik |

| 28 de octubre de 2021 | SKU Amstetten | 0:3 (0:2) | SK Rapid Viena                          | Ertl Glas Stadion, Amstetten, Austria                     |                                                           |
| 18:00 (CEST)          |               | Reporte   | - 13' Kara - 27' Fountas - 55' Grahovac | Asistencia: 2 797 espectadores Árbitro(s): Walter Altmann | Asistencia: 2 797 espectadores Árbitro(s): Walter Altmann |

| 2 de noviembre de 2021 | FC Blau-Weiß Linz      | 2:3 (0:3) | TSV Hartberg           | Hofmann-Personal Stadion, Linz, Austria |                              |
| 19:00 (CEST) | Seidl 71' · Plojer 81' | Reporte   | 9' 32' 35' Dario Tadić | Árbitro(s): Alain Sadikovski            | Árbitro(s): Alain Sadikovski |
| El partido programado inicialmente para el 27 de octubre fue suspendido a los 54 minutos cuando Raphael Dwamena se desvanecía a escasos metros de su banquillo. |                        |           |                        |                                         |                              |

## Cuartos de final
Se jugarán 4 partidos entre el 4 y el 6 de febrero de 2022.
| 4 de febrero de 2022 | Wolfsberger AC                                         | 2:2 (1:1) (2:2) (4:2 t. s.) | Floridsdorfer AC                       | Lavanttal-Arena, Wolfsberg, Austria                       |                                                           |
| 18:00 (CEST)         | - Baribo 35' - Vizinger 46' - Röcher 118' - Jasic 120' | Reporte                     | - 20' João Oliveira - 90+6' Rechberger | Asistencia: 300 espectadores Árbitro(s): Alexander Harkam | Asistencia: 300 espectadores Árbitro(s): Alexander Harkam |

| 4 de febrero de 2022 | SV Ried                            | 2:0 (0:0) | Austria Klagenfurt | Keine Sorgen Arena, Ried im Innkreis, Austria             |                                                           |
| 20:30 (CEST)         | - Wießmeier 50' (pen.) - Mikić 79' | Reporte   |                    | Asistencia: 1 150 espectadores Árbitro(s): Harald Lechner | Asistencia: 1 150 espectadores Árbitro(s): Harald Lechner |

| 5 de febrero de 2022 | SK Rapid Viena   | 1:2 (1:2) | TSV Hartberg             | Allianz Stadion, Viena, Austria                              |                                                              |
| 16:30 (CEST)         | - Knasmüllner 7' | Reporte   | - 24' Heil - 45+2' Sturm | Asistencia: 2 000 espectadores Árbitro(s): Christopher Jäger | Asistencia: 2 000 espectadores Árbitro(s): Christopher Jäger |

| 6 de febrero de 2022 | Red Bull Salzburgo                                 | 3:1 (2:1) | LASK          | Red Bull Arena, Wals-Siezenheim, Austria                  |                                                           |
| 16:30 (CEST)         | - Renner 15' (a.g.) - Kristensen 41' - Capaldo 48' | Reporte   | - 13' Horvath | Asistencia: 2 000 espectadores Árbitro(s): Walter Altmann | Asistencia: 2 000 espectadores Árbitro(s): Walter Altmann |

## Semifinales
| 2 de marzo de 2022 | SV Ried                              | 2:1 (0:0) | TSV Hartberg | Keine Sorgen Arena, Ried im Innkreis, Austria                 |                                                               |
| 18:00 (CEST)       | - Seiwald 61' - Wießmeier 71' (pen.) | Reporte   | - 76' Sturm  | Asistencia: 3 700 espectadores Árbitro(s): Sebastian Gishamer | Asistencia: 3 700 espectadores Árbitro(s): Sebastian Gishamer |

| 16 de marzo de 2022 | Wolfsberger AC                                         | 1:1 (1:0) (1:1) (0:0 t. s.)(4:5 p.) | Red Bull Salzburgo                                   | Lavanttal-Arena, Wolfsberg, Austria                       |                                                           |
| 18:00 (CEST)        | - Taferner 3'                                          | Reporte                             | - 77' Šeško                                          | Asistencia: 4 380 espectadores Árbitro(s): Markus Hameter | Asistencia: 4 380 espectadores Árbitro(s): Markus Hameter |
|                     |                                                        | Tiros desde el punto penal          |                                                      |                                                           |                                                           |
|                     | - Leitgeb - Wernitznig - Peretz - Baumgartner - Liendl |                                     | - Kristensen - Okafor - Kjærgaard - Aaronson - Solet |                                                           |                                                           |

## Final
| 1 de mayo de 2022 | Red Bull Salzburgo                  | 3:0 (1:0) | SV Ried | Wörthersee Stadion, Klagenfurt, Austria                     |                                                             |
| 17:00 (CEST)      | - Sučić 27' - Wöber 52' - Šeško 87' | Reporte   |         | Asistencia: 7 800 espectadores Árbitro(s): Alexander Harkam | Asistencia: 7 800 espectadores Árbitro(s): Alexander Harkam |

## Goleadores
| Pos. | Jugador           | Club               | Goles |
| ---- | ----------------- | ------------------ | ----- |
| 1    | Benjamin Šeško    | Red Bull Salzburgo | 5     |
| 2    | Stefan Nutz       | SV Ried            | 4     |
| 2    | Dario Tadić       | TSV Hartberg       | 4     |
| 2    | Matthäus Taferner | Wolfsberger AC     | 4     |
| 2    | Manprit Sarkaria  | Sturm Graz         | 4     |
| 2    | Matthias Seidl    | Blau-Weiß Linz     | 4     |
| 7    | 10 jugadores      | 10 jugadores       | 3     |